# ギフト包装

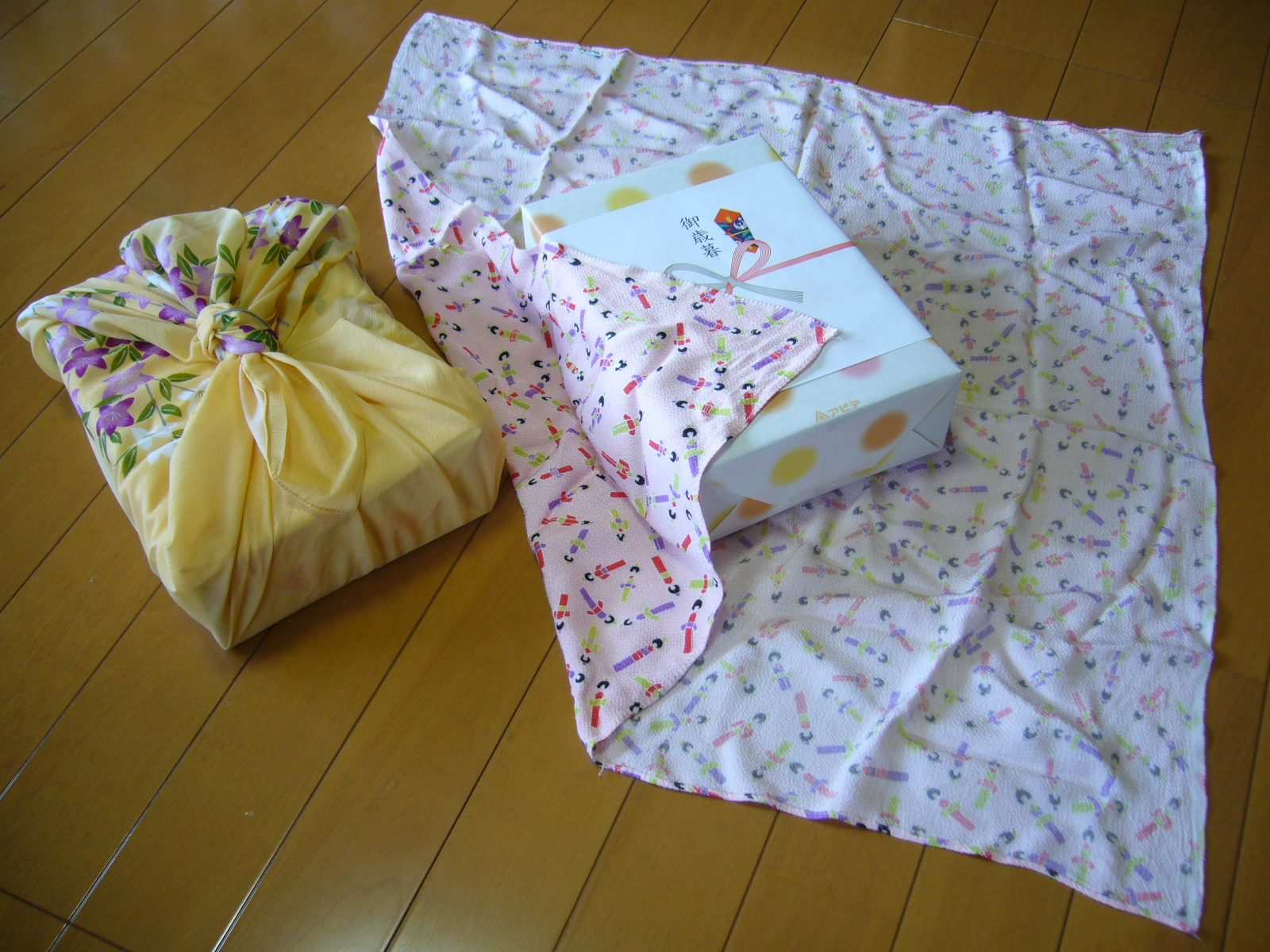
風呂敷に包まれた贈り物

ギフト包装は、何かを贈る際にそれを包むことである。包装紙はギフト包装に用いられる紙である。また、贈り物を包むのではなく、代わりに化粧箱やギフトバッグを用いることもできる。包装した贈り物や箱に入れた贈り物はリボンで閉じられ、装飾としてリボンが結ばれることもある。

## 歴史

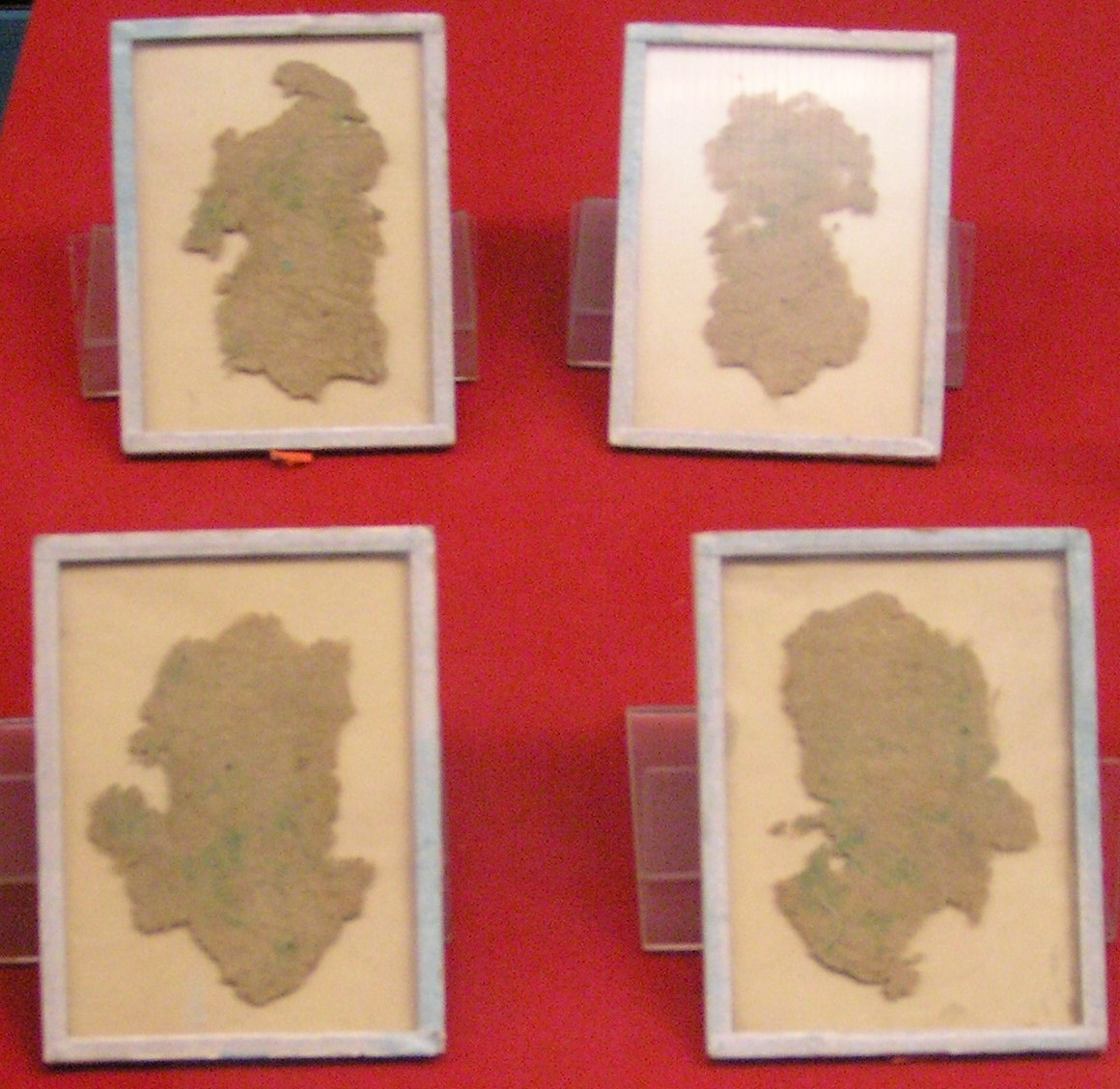
麻からつくられた包装紙、紀元前100年ごろ、中国

紀元前2世紀ごろには、古代中国で紙が発明された。南宋王朝では、金銭は紙包という封筒の一種に入れられた。金銭はこのようにして王朝から政府の役人へと配布された。中国の『天工開物』という文献によると、包装紙は粗く、藁と竹繊維からつくられていた。
ホールマーク・カーズの創立者であるホール兄弟（ローリー・ホール、ジョイス・ホール）がギフト包装を考え出したわけではないが、ギフト包装に革新をもたらし、現在の形にした。20世紀において、贈り物を包む際に飾り付けることが一般的になったのにはホール兄弟が関わっており、ジョイス・ホールは、「ローリーがフランス製の封筒用の裏紙を陳列ケースの上の部分に貼り付けたことが、贈り物の包装に装飾をするビジネスの始まりであった。」と述べている。

## 心理学
贈り物に従来通りの包装がなされているほうが、受け取った人は好意的に思うことが分かっている。

## ごみ問題
アメリカでは、祝日に発生するごみは年間で500万トンにおよび、400万トンは包装紙とレジ袋である。ごみを減らすためにグリーン・ギフティングの一環として、包装紙を再利用できるように丁寧に贈り物を開けたり、また繰り返し使えるようにバッグを代わりに使う場合がある。その他にも、包装紙の代わりとして古新聞を使うこともある。

## 文化

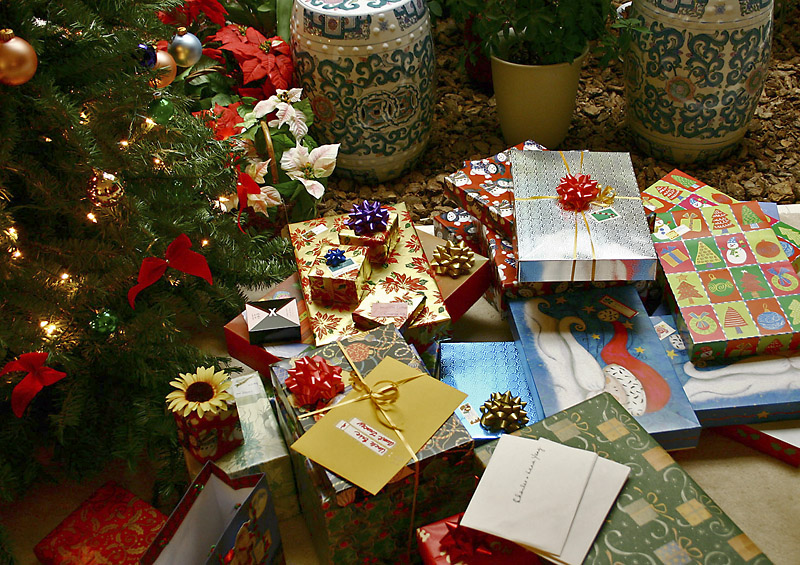
クリスマスツリーの下に置かれた贈り物

### 西洋
アメリカにおいて、現在の柄付きの包装紙が市場に登場したのは1917年のことであり、そこにはホールマーク・カーズの創立者であるホール兄弟が関係している。その時、ミズーリ州カンザスシティにあったホール兄弟が経営する文房具店において、従来包装紙として使われていた単色の白、赤、緑の薄葉紙が売り切れてしまい、代わりにフランスから輸入した封筒用のカラフルな裏紙を売り始めた。その後も新しいデザインを広め続け、1930年代にはリボンを付けるなどしたことで有名になり、ホールマーク・カーズはアメリカのギフト包装における大企業の1つであり続けている。

### アジア
中国では、赤は幸運を意味する。
日本では、包装紙や化粧箱が一般的に用いられる。しかし風呂敷もまた、特に包装紙より環境に優しいということで注目を集めている。
韓国では、贈り物を包むのにポジャギ（物を包むために用いられる韓国の伝統的な布）が用いられることがある。イェダンポは婚礼用のポジャギであり、新婦から新郎への引出物を包むのに用いられる。